# Grades de l'Armée britannique
Sont listés ici les grades de l'Armée britannique en anglais et leurs équivalents français.

## British Army(Armée de terre)
| Code OTAN              | OF-10         | OF-9    | OF-8               | OF-7          | OF-6      | OF-5    | OF-4               | OF-3  | OF-2    | OF-1       | OF(D)             | Élève officier |  |
| ---------------------- | ------------- | ------- | ------------------ | ------------- | --------- | ------- | ------------------ | ----- | ------- | ---------- | ----------------- | -------------- |  |
| British Army Officiers |               |         |                    |               |           |         |                    |       |         |            |                   | Aspirant       |  |
| British Army Officiers | Field Marshal | General | Lieutenant General | Major General | Brigadier | Colonel | Lieutenant Colonel | Major | Captain | Lieutenant | Second Lieutenant | Officer Cadet  |  |
| Abréviation            | FM            | Gen     | Lt Gen             | Maj Gen       | Brig      | Col     | Lt Col             | Maj   | Capt    | Lt         | 2Lt               | OCdt           |  |

| Code OTAN                  | OR-9                                         | OR-9                                  | OR-8                              | OR-8                              | OR-7                      | OR-6                | OR-5             | OR-4                | OR-3           | OR-2    | OR-1    |
| -------------------------- | -------------------------------------------- | ------------------------------------- | --------------------------------- | --------------------------------- | ------------------------- | ------------------- | ---------------- | ------------------- | -------------- | ------- | ------- |
| British Army Non-officiers | Insigne de ConductorWarrant OfficerClass One | Insigne de Regimental Sergeant Major< | Insigne de Quartermaster Sergeant | Insigne de Company Sergeant Major | Insigne de Staff Sergeant | Insigne de Sergeant | Pas d'equivalent | Insigne de Corporal |                |         |         |
| British Army Non-officiers | Conductor Warrant Officer Class One (WO 1)   | Regimental Sergeant Major (WO 1)      | Quartermaster Sergeant (WO 2)     | Company Sergeant Major (WO 2)     | Staff Sergeant            | Sergeant            | Pas d'equivalent | Corporal            | Lance-Corporal | Private | Private |
| Abréviation                | WO1                                          | RSM                                   | WO2                               | CSM                               | S/Sgt ou SSgt             | Sgt                 | Pas d'equivalent | Cpl                 | L/Cpl ou LCpl  | Pte     | Pte     |

### Flag officers(officiers généraux)
- Field Marshal (maréchal)
- General (Général d'armée)
- Lieutenant-General (Général de corps d'armée)
- Major-General (Général de division)

### Field Grade officers(officiers supérieurs)
- Brigadier (Général de brigade)
- Colonel
- Lieutenant-colonel
- Major (Commandant)

### Junior officers(officiers subalternes)
- Captain (capitaine)
- Lieutenant
- Second lieutenant  (sous-lieutenant)

### Subordinate officers(officiers en formation)
- Officer Cadet ("Cadet" / élève-officier)

### Non-commissioned officers(NCO) (sous-officiers)
- Warrant officer class 1 (adjudant-chef)
- Warrant officer class 2 (adjudant)
- Staff sergeant (sergent d'état-major), dit aussi Staff Corporal (caporal d'état-major) dans la Household Cavalry
- Sergeant (sergent), dit aussi Corporal of Horse (caporal de cavalerie) dans la Household Cavalry

### Enlisted men, également:enlisted women(hommes du rang)
- Corporal (caporal), dit aussi Lance Sergeant (vice-sergent) dans les Foot Guards, Lance Corporal of Horse (vice-caporal de cavalerie) dans la Household Cavalry et Bombardier dans le Royal Artillery.
- Lance Corporal (lance-caporal), dit aussi Lance Bombardier dans le Royal Artillery.
- Private (soldat), dit aussi Signaller dans le Royal Signals (corps des transmissions) , Gunner (Cannonier) dans le Royal Artillery, Sapper (Sapeur) dans le Royal Engineers (corps du génie), Trooper dans le Special Air Service et les régiments de cavalerie, Guardsman dans les régiments de la garde, Rifleman dans les régiments de fusiliers (Rifle : fusil), Craftsman dans les Royal Electrical and Mechanical Engineers (Corps de Génie électrique et mécanique), Musician dans les musiques régimentales, Kingsman dans le King's Regiment et Highlander (Écossais des Hautes Terres) dans le régiment Highlanders (Seaforth, Gordons and Camerons).

## Royal Navy(Marine)
| Code OTAN              | OF-10   | OF-9         | OF-8         | OF-7      | OF-6    | OF-5      | OF-4                 | OF-3       | OF-2           | OF-1           | OF-1       | OF(D)         | Élève-officier |
| ---------------------- | ------- | ------------ | ------------ | --------- | ------- | --------- | -------------------- | ---------- | -------------- | -------------- | ---------- | ------------- | -------------- |
| Royaume-Uni (modifier) |         |              |              |           |         |           |                      |            |                |                |            |               |                |
| Admiral of the fleet   | Admiral | Vice admiral | Rear admiral | Commodore | Captain | Commander | Lieutenant commander | Lieutenant | Sub lieutenant | Sub lieutenant | Midshipman | Officer cadet |                |

| Royal Navy Non-officiers |                         |                         |                         |                         |                         |                         |                         |                         |                     |                     | Image manquante | Image manquante | Image manquante | Image manquante | Image manquante | Image manquante |    |    |    |  |  |  | Image manquante | Image manquante |  |  |  |  |  |  |           |             |  |  |  |
| Royal Navy Non-officiers | Warrant Officer Class 1 | Warrant Officer Class 1 | Warrant Officer Class 1 | Warrant Officer Class 1 | Warrant Officer Class 1 | Warrant Officer Class 1 | Warrant Officer Class 2 | Warrant Officer Class 2 | Chief Petty Officer | Chief Petty Officer | Petty Officer   | Petty Officer   | Petty Officer   | Petty Officer   | Petty Officer   | Petty Officer   |    |    |    |  |  |  | Leading Rate    | Leading Rate    |  |  |  |  |  |  | Able Rate | New entrant |  |  |  |
| Abréviation              | WO1                     | WO1                     | WO1                     | WO1                     | WO1                     | WO1                     | WO2                     | WO2                     | CPO                 | CPO                 | PO              | PO              | PO              | PO              | PO              | PO              | PO | PO | PO |  |  |  | LH              | LH              |  |  |  |  |  |  | AB        | NE          |  |  |  |

### Flag officers
- Admiral of the fleet (amiral de la flotte)
- Admiral (amiral)
- Vice admiral (vice-amiral)
- Rear Admiral (contre-amiral)
- Commodore (capitaine de vaisseau, chef de division)

### Field grade officers
- Captain (capitaine de vaisseau)
- Commander (capitaine de frégate)
- Lieutenant-Commander (capitaine de corvette)

### Junior officers
- Lieutenant (lieutenant de vaisseau)
- Sub-lieutenant (enseigne de vaisseau de 1re classe)
- Acting Sub-lieutenant (enseigne de vaisseau de 2e classe)

### Subordinate officers
- Midshipman (aspirant de marine)
- Officer cadet (grade qui n'a plus cours depuis 1972[N 1])

### Petty officers(Officiers mariniers)
- Warrant officer 1 (maître principal)
- Warrant officer 2 (premier maître)
- Chief petty officer (maître)
- Petty officer (second maître)

### Enlisted men(Militaires du rang)
- Leading rate (quartier-maître de 1re classe)
- Able rate (quartier-maître de 2e classe)
- New Entrant (matelot)

## Marines(Troupes de marine)
Même grades que ceux de l'Armée de terre, sauf le grade de staff sergeant, remplacé par celui de colour sergeant.

## Royal Air Force(Armée de l'air)
À l'inverse de l'Armée de l'air française, les grades de la RAF sont fondés sur le schéma des grades de la Marine. Les galons de la RAF sont composés de deux bandes noires encadrant une bande bleu clair. Un double galon fait deux fois la taille d'un galon normal et un demi-galon une demi-fois cette taille.
| Code OTAN                      | OF-10             | OF-9                | OF-8             | OF-7          | OF-6          | OF-5           | OF-4            | OF-3              | OF-2           | OF-1          | OF(D)         | Élève officier |
| ------------------------------ | ----------------- | ------------------- | ---------------- | ------------- | ------------- | -------------- | --------------- | ----------------- | -------------- | ------------- | ------------- | -------------- |
| Royal Air Force Officiers      |                   |                     |                  |               |               |                |                 |                   |                |               |               |                |
| Marshal of the Royal Air Force | Air Chief Marshal | Air Marshal         | Air Vice-Marshal | Air Commodore | Group Captain | Wing Commander | Squadron leader | Flight lieutenant | Flying officer | Pilot officer | Officer Cadet |                |
| Abréviation                    | MRAF              | Air Chf Mshl ou ACM | Air Mshl ou AM   | AVM           | Air Cdre      | Gp Capt        | Wg Cdr          | Sqn Ldr           | Flt Lt         | Fg Off        | Plt Off       | OCdt           |

| Code OTAN                     | OR-9           | OR-9           | OR-9            | OR-9            | OR-9            | OR-9            | OR-8             | OR-8     | OR-7          | OR-7           | OR-6     | OR-6     | OR-6     | OR-6     | OR-6     | OR-6     | OR-5     | OR-5     | OR-5     | OR-5     | OR-5     | OR-5           | OR-4           | OR-4                                  | OR-3                                  | OR-3                                  | OR-2                                  | OR-2                                   | OR-2                                   | OR-2                           | OR-2 | OR-2 | OR-1 |
| ----------------------------- | -------------- | -------------- | --------------- | --------------- | --------------- | --------------- | ---------------- | -------- | ------------- | -------------- | -------- | -------- | -------- | -------- | -------- | -------- | -------- | -------- | -------- | -------- | -------- | -------------- | -------------- | ------------------------------------- | ------------------------------------- | ------------------------------------- | ------------------------------------- | -------------------------------------- | -------------------------------------- | ------------------------------ | ---- | ---- | ---- |
| Royal Air Force Non-officiers |                |                |                 |                 |                 |                 |                  |          |               |                |          |          |          |          |          |          |          |          |          |          |          |                |                |                                       |                                       |                                       |                                       |                                        |                                        |                                |      |      |      |
| Master Aircrew                | Master Aircrew | Master Aircrew | Warrant officer | Warrant officer | Warrant officer | Flight Sergeant | Chief Technician | Sergeant | Sergeant      | Sergeant       | Sergeant | Sergeant | Sergeant | Sergeant | Sergeant | Sergeant | Sergeant | Sergeant | Sergeant | Corporal | Corporal | Lance corporal | Lance corporal | Senior Aircraftman (ou Aircraftwoman) | Senior Aircraftman (ou Aircraftwoman) | Senior Aircraftman (ou Aircraftwoman) | Senior Aircraftman (ou Aircraftwoman) | Leading Aircraftman (ou Aircraftwoman) | Leading Aircraftman (ou Aircraftwoman) | Aircraftman (ou Aircraftwoman) |      |      |      |
| Abréviation                   | MAcr           | MAcr           | MAcr            | WO              | WO              | WO              |                  |          | FS ou Flt Sgt | CT ou Chf Tech | Sgt      | Sgt      | Sgt      | Sgt      | Sgt      | Sgt      | Sgt      | Sgt      | Sgt      | Sgt      | Sgt      | Sgt            | Cpl            | Cpl                                   | LCpl                                  | LCpl                                  | SAC                                   | SAC                                    | SAC                                    | SAC                            | LAC  | LAC  | AC   |

### Flag officers
- Marshal of the Royal Air Force (maréchal)
  - insigne : un double galon et quatre galons
- Air Chief Marshal (Général d'armée aérienne)
  - insigne : un double galon et trois galons
- Air Marshal (Général de corps aérien)
  - insigne : un double galon et deux galons
- Air Vice-Marshal (Général de division aérienne)
  - insigne : un double galon et un galon
- Air Commodore (Général de brigade aérienne)
  - insigne : un double galon

### Field Grade officers
- Group Captain (Colonel)
  - insigne : quatre galons
- Wing Commander (Lieutenant-colonel)
  - insigne : trois galons
- Squadron Leader (Commandant)
  - insigne : deux galons et un demi-galon

### Junior officers
- Flight Lieutenant (capitaine)
  - insigne : deux galons
- Flying officer (lieutenant)
  - insigne : un galon
- Pilot officer (sous-lieutenant)
  - insigne : un demi-galon

### Subordinate officers
- Officer cadet (élève-officier)

### Non-commissioned officers
- Warrant officer (adjudant)
  - insigne : les armoiries royales
- Flight sergeant (sergent de section)
  - insigne : trois chevrons inversés surmontés d'une couronne
- Sergeant (sergent)
  - insigne : trois chevrons inversés

### Enlisted men
- Corporal (caporal)
  - insigne : deux chevrons inversés
- Senior aircraftman (Aviateur-chef)
  - insigne : une hélice à trois pales
- Leading Aircraftman (aviateur de 1re classe)
  - insigne : une hélice à deux pales
- Aircraftman (aviateur)

## Tableaux comparatifs
Les grades indiqués dans les sections précédentes sont rappelées dans les tableaux suivants :

### Flag officers(officiers généraux)
| Army (Armée de terre) + Marines (Fusiliers Marins) | Royal Navy (Marine)                        | Royal Air Force (Armée de l'air)                    |
| -------------------------------------------------- | ------------------------------------------ | --------------------------------------------------- |
| Field Marshal (maréchal)                           | Admiral of the Fleet (amiral de la Flotte) | Marshal of the Royal Air Force (maréchal de la RAF) |
| General (général d'armée)                          | Admiral (amiral)                           | Air Chief Marshal (maréchal en chef de l'air)       |
| Lieutenant general (général de corps d'armée)      | Vice admiral (vice-amiral)                 | Air Marshal (maréchal de l'air)                     |
| Major general (général de division)                | Rear admiral (contre-amiral)               | Air Vice-Marshal (vice-maréchal de l'air)           |
| Brigadier (général de brigade)                     | Commodore (commodore)                      | Air Commodore (commodore de l'air)                  |

### Field Grade officers(officiers supérieurs)
| Army (Armée de terre) + Marines (Fusiliers Marins) | Royal Navy (Marine)                          | Royal Air Force (Armée de l'air)               |
| -------------------------------------------------- | -------------------------------------------- | ---------------------------------------------- |
| Colonel (colonel)                                  | Captain (capitaine de vaisseau)              | Group Captain (colonel d'aviation)             |
| Lieutenant-colonel (lieutenant-colonel)            | Commander (capitaine de frégate)             | Wing Commander (lieutenant-colonel d'aviation) |
| Major (commandant)                                 | Lieutenant-Commander (capitaine de corvette) | Squadron Leader (commandant d'aviation)        |

### Junior officers(officiers subalternes)
| Army (Armée de terre) + Marines (Fusiliers Marins) | Royal Navy (Marine)                                 | Royal Air Force (Armée de l'air)           |
| -------------------------------------------------- | --------------------------------------------------- | ------------------------------------------ |
| Captain (capitaine)                                | Lieutenant (lieutenant de vaisseau)                 | Flight Lieutenant (capitaine d'aviation)   |
| Lieutenant (lieutenant)                            | Sub-lieutenant (enseigne de vaisseau de 1re classe) | Flying officer (lieutenant d'aviation)     |
| Second lieutenant (sous-lieutenant)                | ? (enseigne de vaisseau de 2e classe)               | Pilot officer (sous-lieutenant d'aviation) |

### Subordinate officers(officiers en formation)
| Army (Armée de terre) + Marines (Fusiliers Marins) | Royal Navy (Marine)             | Royal Air Force (Armée de l'air) |
| -------------------------------------------------- | ------------------------------- | -------------------------------- |
| Officer Cadet (aspirant / élève-officier)          | Midshipman (aspirant de marine) | Officer cadet (élève-officier)   |

### Non-commissioned officers(sous-officiers) etPetty officers(officiers mariniers)
| Army (Armée de terre) + Marines (Fusiliers Marins)                 | Royal Navy (Marine)                  | Royal Air Force (Armée de l'air)     |
| ------------------------------------------------------------------ | ------------------------------------ | ------------------------------------ |
| Warrant officer class 1 (adjudant-chef)                            | Warrant officer 1 (maître principal) | Warrant officer (adjudant-chef)      |
| Warrant officer class 2 (adjudant)                                 | Warrant officer 2 (premier maître)   |                                      |
| Staff sergeant (sergent-chef) dans le reste de l'Armée de terre    | Chief petty officer (maître)         | Flight sergeant (sergent de section) |
| Staff Corporal (caporal d'état-major), dans la Household Cavalry   | Chief petty officer (maître)         | Flight sergeant (sergent de section) |
| Colour sergeant dans l'infanterie et les Marines                   | Chief petty officer (maître)         | Flight sergeant (sergent de section) |
| Sergeant (sergent)                                                 | Petty officer (second maître)        | Sergeant (sergent)                   |
| Corporal of Horse (caporal de cavalerie) dans la Household Cavalry | Petty officer (second maître)        | Sergeant (sergent)                   |

### Enlisted men(hommes du rang)
| Army (Armée de terre) + Marines (Fusiliers Marins)                                                      | Royal Navy (Marine)                          | Royal Air Force (Armée de l'air)             |
| --- | -------------------------------------------- | -------------------------------------------- |
| Corporal (caporal-chef)                                                                                 | Leading rate (quartier-maître de 1re classe) | Corporal (caporal-chef)                      |
| Lance Sergeant (vice-sergent) dans les Foot Guards                                                      | Leading rate (quartier-maître de 1re classe) | Corporal (caporal-chef)                      |
| Lance Corporal of Horse (vice-caporal de cavalerie) dans la Household Cavalry                           | Leading rate (quartier-maître de 1re classe) | Corporal (caporal-chef)                      |
| Bombardier dans le Royal Artillery                                                                      | Leading rate (quartier-maître de 1re classe) | Corporal (caporal-chef)                      |
| Lance Corporal (caporal)                                                                                | Able rate (quartier-maître de 2e classe)     | Senior aircraftman (aviateur-chef)           |
| Lance Bombardier dans le Royal Artillery                                                                | Able rate (quartier-maître de 2e classe)     | Senior aircraftman (aviateur-chef)           |
| | Ordinary rate (matelot breveté)              | Leading Aircraftman (aviateur de 1re classe) |
| Private (soldat)                                                                                        |                                              | Aircraftman (aviateur)                       |
| Signaller, dans le Royal Signals (corps des transmissions)                                              |                                              | Aircraftman (aviateur)                       |
| Gunner, dans le Royal Artillery                                                                         |                                              | Aircraftman (aviateur)                       |
| Sapper, dans le Royal Engineers (corps du génie)                                                        |                                              | Aircraftman (aviateur)                       |
| Trooper, dans le Special Air Service et les régiments de cavalerie                                      |                                              | Aircraftman (aviateur)                       |
| Guardsman, dans les régiments de la garde                                                               |                                              | Aircraftman (aviateur)                       |
| Rifleman, dans les régiments des fusiliers (Rifles)                                                     |                                              | Aircraftman (aviateur)                       |
| Craftsman, dans les Royal Electrical and Mechanical Engineers (Corps de génie électrique et mécanique), |                                              | Aircraftman (aviateur)                       |
| Musician, dans les musiques régimentales                                                                |                                              | Aircraftman (aviateur)                       |
| Kingsman, dans le King's Regiment                                                                       |                                              | Aircraftman (aviateur)                       |
| Highlander (Écossais des Hautes Terres) dans le régiment Highlanders (Seaforth, Gordons and Camerons)   |                                              | Aircraftman (aviateur)                       |